# 1051
1051 је била проста година.

## Догађаји
- 19. мај Венчање у Ремсу краља Анрија I од Француске и Ане Кијевске (око 1024. — не раније од 1075.), ћерке Јарослава Мудрог, на основу споразума закљученог 1048. године.
- Гроф Јуст од Булоње посећује Енглеску. Немири у Доверу. Краљ Едвард, уз помоћ грофа Сиварда од Нортумбрије и грофа Леорика од Мерсије и његовог сина Алфгара, протерује грофа Годвина и његове синове Харолда и Тостига из Енглеске. Годвин и Тостиг одлазе у Фландрију, Харолд у Ирску.
- Војвода Вилијам посећује Енглеску. Едвард Исповедник, његов рођак, обећава му енглески престо. Вилијам шаље Хакона, сина Свена Годвинсона, и Улнофа, сина Годвина, у Нормандију.
- Кнежевина Беневент признаје врховну власт римског папе.
- Турци Селџуци освајају Исфахан.
- Кнез Михаило I Војислављевић (1051-1081) , син кнеза Војиислава урвшћује власт и независност у српској кнежевини Зети.
- Сабор руских епископа (1051-1055 ), испуњавајући вољу Јарослава Мудрог, поставља Илариона за кијевског митрополита, који постаје први Рус по пореклу митрополит у Кијеву. Овај декрет, спроведен заобилазећи и кршећи прерогативе цариградског патријарха, несумњиво је био последица сукоба из 1043. године, као и идеолошке борбе за независност Кијевске Русије од Византијског царства.
- У Кијеву је отворена прва јавна школа за децу.
- Други повратак Антонија Печерског у Кијев. Настанио се у пећини (данашње Даље или Теодосијеве пећине).
- Кијевско-печерски манастир је основан у Кијеву.
- Изјаслав Јарославович, добивши благослов светог Антонија Печерског, основао је (према неким изворима, близу каснијег Стефановског манастира, према другима - близу Михајловског) манастир свог заштитника светог Димитрија Солунског.